# Questo è un cioccolatino
| Recensione | Giudizio |
| ---------- | -------- |
| Ondarock   | 7/10     |
| Rockit     | Positivo |

Questo è un cioccolatino è il primo EP del gruppo Fast Animals and Slow Kids, pubblicato da To Lose La Track nel 2010 e stampato da Luca Benni.

## Tracce
1. Cioccolatino – 2:55
2. Lei – 3:14
3. Pontefice – 3:01
4. Mangio – 3:40